# NGC 341B
NGC 341B (другие обозначения — MCG −2-3-64, MK 968, ARP 59, VV 361, NPM1G −09.0042, PGC 3627) — галактика в созвездии Кит.
Этот объект не входит в число перечисленных в оригинальной редакции «Нового общего каталога» и был добавлен позднее.